# Oxalobacter formigenes
Oxalobacter formigenes es una especie de bacteria gramnegativa del género Oxalobacter. Fue descrita en el año 1985, es la especie tipo. Su etimología hace referencia a producción de ácido fórmico. Es anaerobia estricta e inmóvil. Tiene un tamaño de 0,4-0,6 μm de ancho por 1,2-2,5 μm de largo. Crece de forma individual, en parejas o en cadenas, y a menudo muestra células curvadas. Temperatura de crecimiento entre 14-45 °C, óptima de 37 °C. Tiene capacidad para degradar el oxalato. Tiene un contenido de G+C de 48-51%. Inicialmente se aisló del rumen de una oveja. También se encuentra en el tracto intestinal de humanos y otros animales.
Aunque el colon humano contiene normalmente estas bacterias, pueden eliminarse con un tratamiento antibiótico con quinolonas (aunque no con penicilina o cotrimoxazol). En las personas que carecen de la bacteria, el oxalato cálcico no es degradado en el tracto intestinal y pueden aparecer piedras. Actualmente se está realizando una investigación para su uso en la prevención de cálculos renales de oxalato cálcico.[cita requerida]